# نبرد بانکرهیل
نبرد بانکر هیل(به انگلیسی: The Battle of Bunker Hill) بخشی از محاصره بوستون در ایالات متحده بود که در جریان جنگ استقلال آمریکا اتفاق افتاد.
نبرد بانکر هیل در تاریخ ۱۷ ژوئن ۱۷۷۵ در حین محاصره بوستون اتفاق افتاد. این نبرد به دلیل مجاورت با تپه بانکر با این نام شناخته می‌شود اگر چه به این خاطر که بیشتر نبرد بر روی تپه بریدز هیل (Breed's Hill) رخ داد، از آن به عنوان نبرد بریدز هیل نیز نام برده می‌شود.
در این نبرد رهبری نیروهای انقلابی آمریکایی برعهده ژنرال ایزرائیل پاتنم بود و رهبری نیروی نظامی بریتانیایی را سرلشکر ویلیام هاو عهده‌دار بود.